# Гоиндвал
Гоиндвал (на пенджабски: ਗੋਇੰਦਵਾਲ, [ɡoɪnd̪ʋäːl]) е град в северозападната част на Индия, в окръг Тарн Таран на щата Пенджаб. Населението му е около .
Разположен е на 217 метра надморска височина в Индо-Гангската равнина, на 40 километра западно от Джаландхар и на 40 километра югоизточно от Амритсар. Селището играе важна роля в XVI век, когато в него се установява за десетилетия водачът на сикхизма Гуру Амар Дас, и днес продължава да бъде важно място за поклонения на сикхите.

## Известни личности
Починали в Гоиндвал
- Гуру Рам Дас (1534 – 1581), сикхски гуру